# Vlkov (Vysočina)
Vlkov é uma comuna checa localizada na região de Vysočina, distrito de Žďár nad Sázavou.